# Przełęcz pod Rysami
Przełęcz pod Rysami (niem. Meeraugscharte, słow. Sedielko pod Rysmi, węg. Tengerszem-csorba, 2365 m) – przełęcz w północnej grani Rysów oddzielająca zwornikowy, północno-zachodni wierzchołek Rysów od południowego wierzchołka Niżnich Rysów. Grań ta odchodzi od grani głównej Tatr w kierunku północnym i oddziela Dolinę Rybiego Potoku od leżącej po stronie Słowacji Doliny Białej Wody (Bielovodská dolina). Biegnie nią granica polsko-słowacka.
Przełęcz składa się z kilku minimalnie różniących się wysokością siodełek, pooddzielanych od siebie zębami skalnymi. Łącząca je grań jest łatwa do przejścia. Najniższe jest siodełko najbardziej północne, znajdujące się tuż pod stromym uskokiem Rysów. Z siodełek na zachód opadają płytko wcięte żlebki, które kilkadziesiąt metrów niżej łączą się w jedno koryto żlebu opadającego do Kotła pod Rysami. Na wschód, do Ciężkiego Kotła z przełęczy również opada żleb. Jest głęboko wcięty i kruchy, a śnieg zalega w nim zwykle do późnego lata.

## Drogi wspinaczkowe
Przełęcz jest niedostępna dla turystów (nie prowadzi na nią żaden ze znakowanych szlaków), wykorzystywana przez taterników przy wejściach na Niżnie Rysy i Rysy ich graniami. Najprostsze wejście na przełęcz jest od strony Kotła pod Rysami, od zachodu.
1. Od zachodu, z Buli pod Rysami; 0 w skali tatrzańskiej, 45 min[3]
2. Wschodnim żlebem, z Ciężkiego Kotła; II, 1 godz. 30 min[3]

Pierwsze odnotowane wejście:
- latem – Jerzy Maślanka, Józef Gąsienica Tomków, 14 października 1907 r.,
- zimą – Elżbieta Skibniewska, A. Herold, Józef Januszkowski, J. Urban, 20 kwietnia 1949 r.[4]

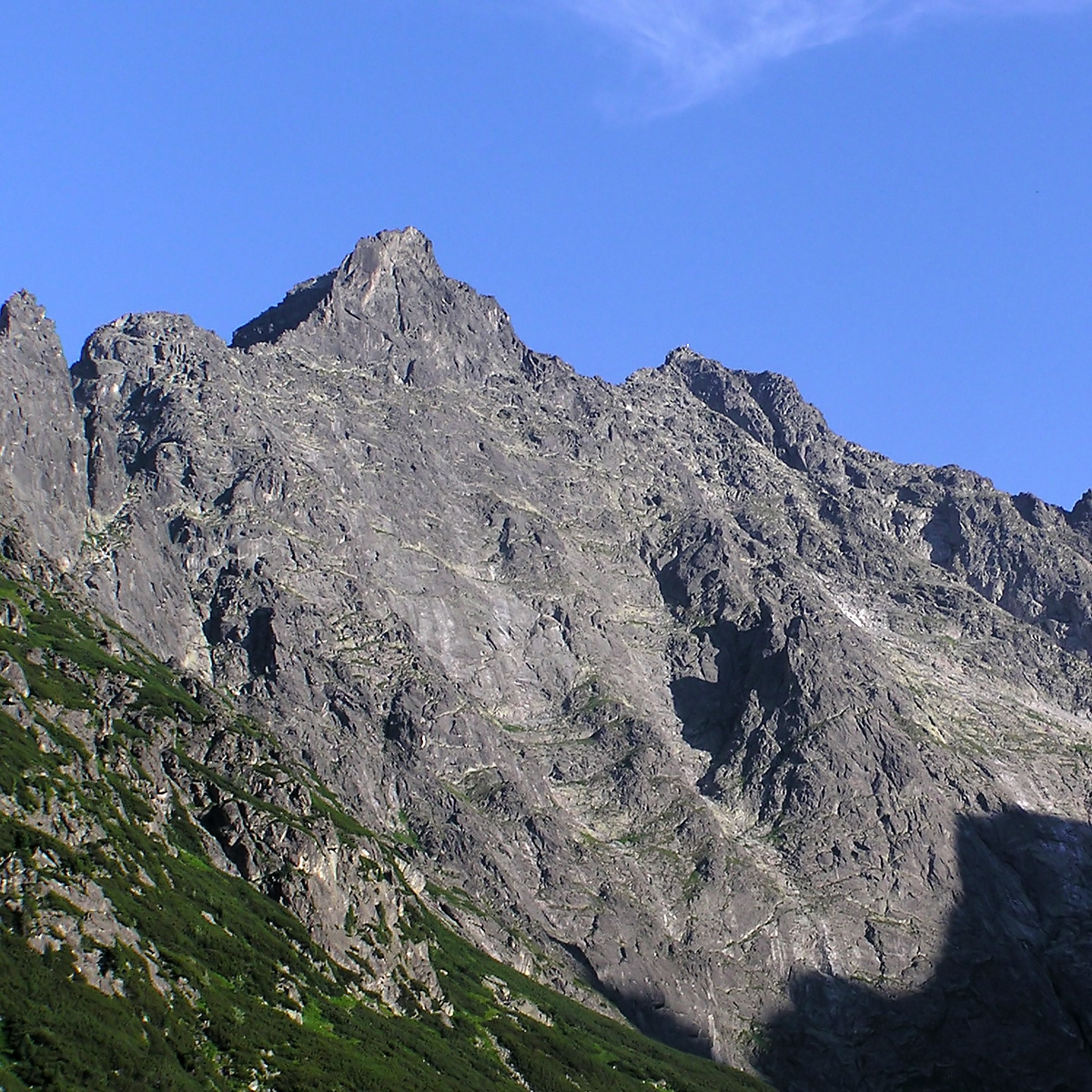
Przełęcz pod Rysami między Niżnimi Rysami (po lewej) i Rysami
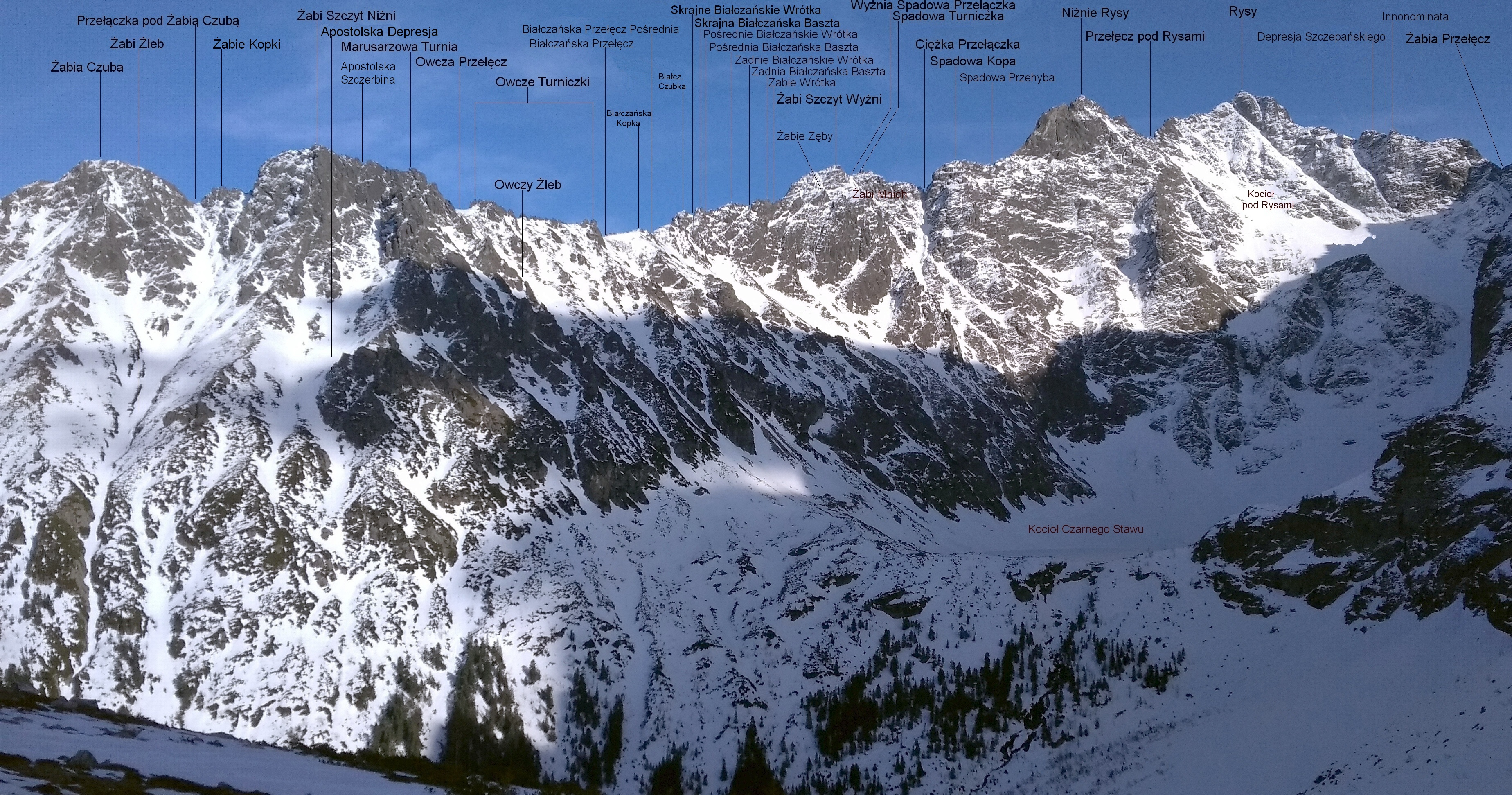
Widok z Doliny za Mnichem
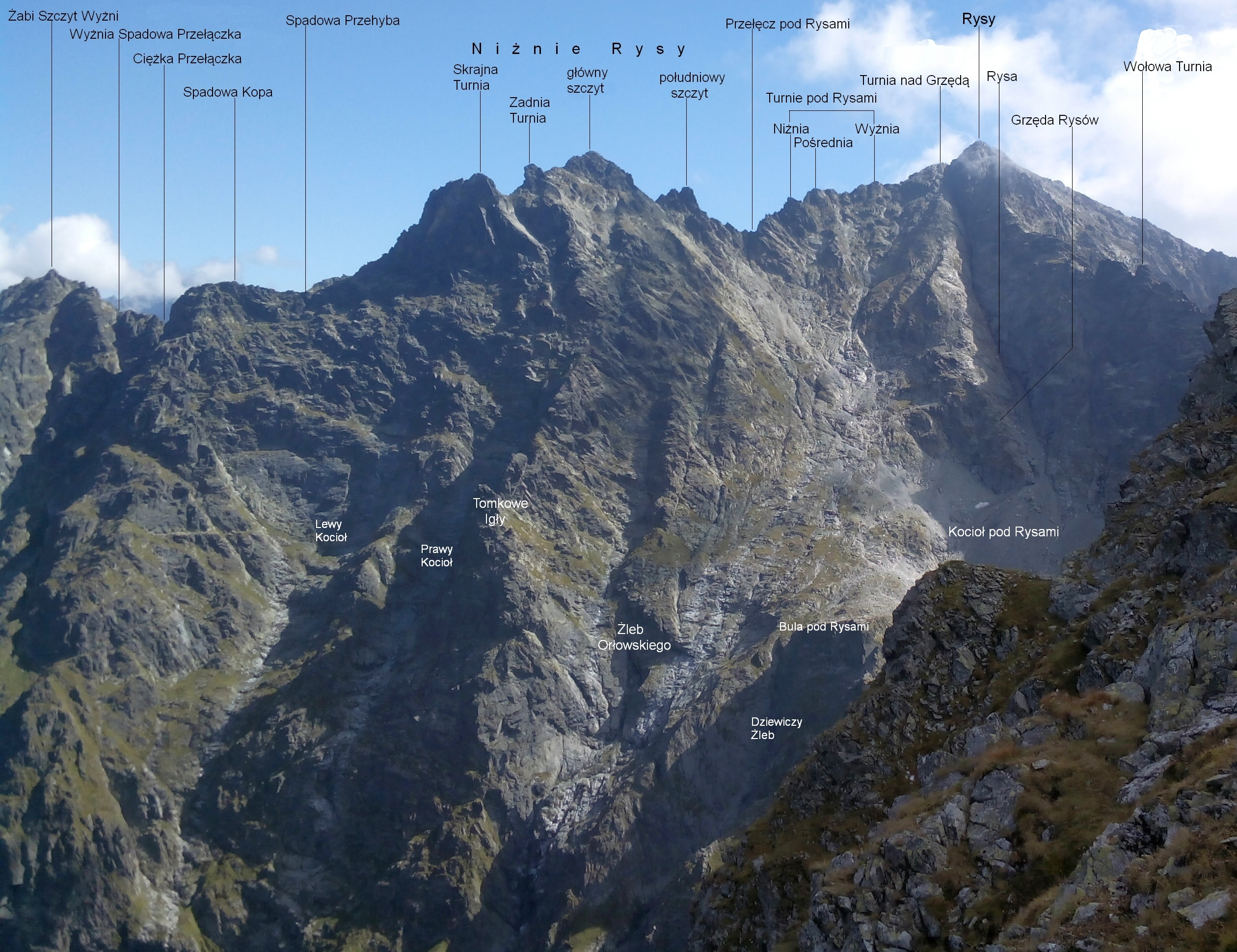
Widok z Mięguszowieckiego Szczytu